# Фудбалска репрезентација Белгије
Фудбалска репрезентација Белгије национални је фудбалски тим који представља Белгију на међународним такмичењима, под контролом је Фудбалског савеза Белгије. Утакмице као домаћин игра на Краљ Бодуен стадиону у Бриселу.

## Успеси

### Светска првенства
| Година | Првенство             | Пласман               | ИГ                    | П                     | Н                     | И                     | ГД                    | ГП                    |
| ------ | --------------------- | --------------------- | --------------------- | --------------------- | --------------------- | --------------------- | --------------------- | --------------------- |
| 1930.  | Групна фаза           | 11                    | 2                     | 0                     | 0                     | 2                     | 0                     | 4                     |
| 1934.  | 1. коло               | 15                    | 1                     | 0                     | 0                     | 1                     | 2                     | 5                     |
| 1938.  | 1. коло               | 13                    | 1                     | 0                     | 0                     | 1                     | 1                     | 3                     |
| 1950.  | Није учествовала      | Није учествовала      | Није учествовала      | Није учествовала      | Није учествовала      | Није учествовала      | Није учествовала      | Није учествовала      |
| 1954.  | Групна фаза           | 12                    | 2                     | 0                     | 1                     | 1                     | 5                     | 8                     |
| 1958.  | Није се квалификовала | Није се квалификовала | Није се квалификовала | Није се квалификовала | Није се квалификовала | Није се квалификовала | Није се квалификовала | Није се квалификовала |
| 1962.  | Није се квалификовала | Није се квалификовала | Није се квалификовала | Није се квалификовала | Није се квалификовала | Није се квалификовала | Није се квалификовала | Није се квалификовала |
| 1966.  | Није се квалификовала | Није се квалификовала | Није се квалификовала | Није се квалификовала | Није се квалификовала | Није се квалификовала | Није се квалификовала | Није се квалификовала |
| 1970.  | Групна фаза           | 10                    | 3                     | 1                     | 0                     | 2                     | 4                     | 5                     |
| 1974.  | Није се квалификовала | Није се квалификовала | Није се квалификовала | Није се квалификовала | Није се квалификовала | Није се квалификовала | Није се квалификовала | Није се квалификовала |
| 1978.  | Није се квалификовала | Није се квалификовала | Није се квалификовала | Није се квалификовала | Није се квалификовала | Није се квалификовала | Није се квалификовала | Није се квалификовала |
| 1982.  | Друга фаза            | 10                    | 5                     | 2                     | 1                     | 2                     | 3                     | 5                     |
| 1986.  | 4. место              | 4                     | 7                     | 2                     | 2                     | 3                     | 12                    | 15                    |
| 1990.  | Осмина финала         | 11                    | 4                     | 2                     | 0                     | 2                     | 6                     | 4                     |
| 1994.  | Осмина финала         | 11                    | 4                     | 2                     | 0                     | 2                     | 4                     | 4                     |
| 1998.  | Групна фаза           | 19                    | 3                     | 0                     | 3                     | 0                     | 3                     | 3                     |
| 2002.  | Осмина финала         | 14                    | 4                     | 1                     | 2                     | 1                     | 6                     | 7                     |
| 2006.  | Није се квалификовала | Није се квалификовала | Није се квалификовала | Није се квалификовала | Није се квалификовала | Није се квалификовала | Није се квалификовала | Није се квалификовала |
| 2010.  | Није се квалификовала | Није се квалификовала | Није се квалификовала | Није се квалификовала | Није се квалификовала | Није се квалификовала | Није се квалификовала | Није се квалификовала |
| 2014.  | Четвртфинале          | 6                     | 5                     | 4                     | 0                     | 1                     | 6                     | 3                     |
| 2018.  | 3. место              | 3                     | 7                     | 6                     | 0                     | 1                     | 16                    | 6                     |
| 2022.  | Групна фаза           | 23                    | 3                     | 1                     | 1                     | 1                     | 1                     | 2                     |
| Укупно | 14/22                 |                       | 51                    | 21                    | 10                    | 20                    | 69                    | 74                    |

### Европска првенства
| Година | Првенство             | Пласман               | ИГ                    | П                     | Н                     | И                     | ГД                    | ГП                    |
| ------ | --------------------- | --------------------- | --------------------- | --------------------- | --------------------- | --------------------- | --------------------- | --------------------- |
| 1960.  | Није учествовала      | Није учествовала      | Није учествовала      | Није учествовала      | Није учествовала      | Није учествовала      | Није учествовала      | Није учествовала      |
| 1964.  | Није се квалификовала | Није се квалификовала | Није се квалификовала | Није се квалификовала | Није се квалификовала | Није се квалификовала | Није се квалификовала | Није се квалификовала |
| 1968.  | Није се квалификовала | Није се квалификовала | Није се квалификовала | Није се квалификовала | Није се квалификовала | Није се квалификовала | Није се квалификовала | Није се квалификовала |
| 1972.  | 3. место              | 3                     | 2                     | 1                     | 0                     | 1                     | 3                     | 3                     |
| 1976.  | Није се квалификовала | Није се квалификовала | Није се квалификовала | Није се квалификовала | Није се квалификовала | Није се квалификовала | Није се квалификовала | Није се квалификовала |
| 1980.  | Финале                | 2                     | 4                     | 1                     | 2                     | 1                     | 4                     | 4                     |
| 1984.  | Групна фаза           | 6                     | 3                     | 1                     | 0                     | 2                     | 4                     | 8                     |
| 1988.  | Није се квалификовала | Није се квалификовала | Није се квалификовала | Није се квалификовала | Није се квалификовала | Није се квалификовала | Није се квалификовала | Није се квалификовала |
| 1992.  | Није се квалификовала | Није се квалификовала | Није се квалификовала | Није се квалификовала | Није се квалификовала | Није се квалификовала | Није се квалификовала | Није се квалификовала |
| 1996.  | Није се квалификовала | Није се квалификовала | Није се квалификовала | Није се квалификовала | Није се квалификовала | Није се квалификовала | Није се квалификовала | Није се квалификовала |
| 2000.  | Групна фаза           | 12                    | 3                     | 1                     | 0                     | 2                     | 2                     | 5                     |
| 2004.  | Није се квалификовала | Није се квалификовала | Није се квалификовала | Није се квалификовала | Није се квалификовала | Није се квалификовала | Није се квалификовала | Није се квалификовала |
| 2008.  | Није се квалификовала | Није се квалификовала | Није се квалификовала | Није се квалификовала | Није се квалификовала | Није се квалификовала | Није се квалификовала | Није се квалификовала |
| 2012.  | Није се квалификовала | Није се квалификовала | Није се квалификовала | Није се квалификовала | Није се квалификовала | Није се квалификовала | Није се квалификовала | Није се квалификовала |
| 2016.  | Четвртфинале          | 7                     | 5                     | 3                     | 0                     | 2                     | 9                     | 5                     |
| 2020.  | Четвртфинале          | 5                     | 5                     | 4                     | 0                     | 1                     | 9                     | 3                     |
| 2024.  | Осмина финала         | 10                    | 4                     | 1                     | 1                     | 2                     | 2                     | 2                     |
| Укупно | 7/17                  | Финале                | 29                    | 15                    | 3                     | 11                    | 40                    | 31                    |

### Лига нација
| Рекорди у УЕФА Лиги нација | Рекорди у УЕФА Лиги нација | Рекорди у УЕФА Лиги нација | Рекорди у УЕФА Лиги нација | Рекорди у УЕФА Лиги нација | Рекорди у УЕФА Лиги нација | Рекорди у УЕФА Лиги нација | Рекорди у УЕФА Лиги нација | Рекорди у УЕФА Лиги нација | Рекорди у УЕФА Лиги нација | Рекорди у УЕФА Лиги нација |
| Сезона                     | Лига                       | Група                      | ИГ                         | П                          | Н                          | И                          | ГД                         | ГП                         | П/И                        | Поз.                       |
| -------------------------- | -------------------------- | -------------------------- | -------------------------- | -------------------------- | -------------------------- | -------------------------- | -------------------------- | -------------------------- | -------------------------- | -------------------------- |
| 2018/19.                   | А                          | 2                          | 4                          | 3                          | 0                          | 1                          | 9                          | 6                          | Same position              | 5.                         |
| 2020/21.                   | А                          | 2                          | 8                          | 5                          | 0                          | 3                          | 19                         | 11                         | Same position              | 4.                         |
| 2022/23.                   | А                          | 4                          | 6                          | 3                          | 1                          | 2                          | 11                         | 8                          | Same position              | 7.                         |
| Укупно                     | Укупно                     | Укупно                     | 18                         | 11                         | 1                          | 6                          | 39                         | 25                         |                            |                            |

## Састав Белгије
Подаци ажурирани 30. март 2021.
| Име                      | Датум рођења  | Број наступа | Број голова | Клуб                |         |         |
| Голмани                  | Голмани       | Голмани      | Голмани     | Голмани             | Голмани | Голмани |
| ------------------------ | ------------- | ------------ | ----------- | ------------------- | ------- | ------- |
| Тибо Куртоа              | 11. 5. 1992.  | 83           | 0           | Реал Мадрид         |         |         |
| Симон Мињоле             | 6. 3. 1988.   | 30           | 0           | Клуб Бриж           |         |         |
| Кун Кастелс              | 25. 6. 1992.  | 1            | 0           | Волфсбург           |         |         |
| Одбрамбени фудбалери     |               |              |             |                     |         |         |
| Тоби Алдервајрелд        | 2. 3. 1989.   | 107          | 5           | Тотенхем            |         |         |
| Дедрик Бојата            | 28. 11. 1990. | 22           | 0           | Херта Берлин        |         |         |
| Томас Вермален           | 14. 11. 1985. | 79           | 2           | Висел Кобе          |         |         |
| Јан Вертонген            | 24. 4. 1987.  | 126          | 9           | Бенфика             |         |         |
| Тома Меније              | 12. 9. 1991.  | 46           | 7           | Борусија Дортмунд   |         |         |
| Леандер Дендонкер        | 15. 4. 1995.  | 15           | 0           | Вулверхемптон       |         |         |
| Џејсон Денајер           | 2. 6. 1995.   | 23           | 1           | Лион                |         |         |
| Фудбалери средине терена |               |              |             |                     |         |         |
| Кевин де Бројне          | 28. 6. 1991.  | 80           | 21          | Манчестер Сити      |         |         |
| Јури Тилеманс            | 7. 5. 1997.   | 37           | 4           | Лестер              |         |         |
| Торган Азар              | 29. 3. 1993.  | 33           | 5           | Борусија Дортмунд   |         |         |
| Аднан Јанузај            | 5. 2. 1995.   | 13           | 1           | Реал Сосиједад      |         |         |
| Насер Шадли              | 2. 8. 1989.   | 62           | 8           | Истанбул Башакшехир |         |         |
| Јаник Караско            | 4. 9. 1993.   | 44           | 6           | Атлетико Мадрид     |         |         |
| Аксел Витсел             | 12. 1. 1989.  | 110          | 10          | Борусија Дортмунд   |         |         |
| Нападачи                 |               |              |             |                     |         |         |
| Ромелу Лукаку            | 13. 5. 1993.  | 91           | 59          | Интер               |         |         |
| Едан Азар                | 7. 1. 1991.   | 106          | 32          | Реал Мадрид         |         |         |
| Дрис Мертенс             | 6. 5. 1987.   | 96           | 21          | Наполи              |         |         |
| Миши Батшуаји            | 2. 10. 1993.  | 33           | 22          | Кристал Палас       |         |         |
| Кристијан Бентеке        | 3. 12. 1990.  | 39           | 16          | Кристал палас       |         |         |
| Дивок Ориги              | 18. 4. 1995.  | 29           | 3           | Ливерпул            |         |         |

## Статистика играча
| Највише утакмица |                   |                         |          |        |
| #                | Име и презиме     | Године у репрезентацији | Утакмице | Голови |
| 1                | Јан Вертонген     | 2007—                   | 126      | 9      |
| 2                | Аксел Витсел      | 2008—                   | 110      | 10     |
| 3                | Тоби Алдервајрелд | 2009—                   | 107      | 5      |
| 4                | Едан Азар         | 2008—                   | 106      | 32     |
| 5                | Јан Кулеманс      | 1977—1991               | 96       | 23     |
| 5                | Дрис Мертенс      | 1983—2001.              | 96       | 21     |
| 7                | Тими Симонс       | 2001—2016               | 94       | 6      |
| 8                | Ромелу Лукаку     | 2010—                   | 91       | 59     |
| 9                | Венсан Компани    | 2004—2019               | 89       | 4      |
| 10               | Маруан Фелаини    | 2007—2018               | 87       | 18     |

| Највише голова |               |                         |        |          |        |
| #              | Име и презиме | Године у репрезентацији | Голови | Утакмице | Просек |
| 1              | Ромелу Лукаку | 2010—                   | 59     | 91       | 0,64   |
| 2              | Едан Азар     | 2008—                   | 32     | 106      | 0,3    |

- ажурирано 30. 3. 2021.